# Antroponímia
L'antroponímia és la part de l'onomàstica que estudia els antropònims o noms propis de persones. Es pot tractar de noms oficials i de no oficials. Dintre del primer grup hi ha el prenom, el nom del mig, el cognom i el postnom. Dintre del segon grup hi tenim l'hipocorístic, el renom (que pot ser un nom de casa o sobrenom o un malnom o mot), l'àlies i el pseudònim.

## Cognoms de dones i fills
En el sistema tradicional de la península ibèrica, Portugal, Països Catalans i Espanya, el nom d'una persona consta d'un nom donat (simple o compost), seguit de dos llinatges. A l'Estat Espanyol, el primer sol ser el primer cognom del pare, i el segon el primer de la mare. Des del 1999, es prescindeix de la prevalença històrica del cognom patern davant del matern i es permet que els dos progenitors siguin els que decideixin l'ordre dels cognoms, si així ho desitgen. En cas que els progenitors no arribin a cap acord, els cognoms es posaran seguint l'ordre alfabètic. Si per contra, els pares no s'interessen per l'ordre dels cognoms, l'ordre per defecte roman el tradicional, amb el cognom del pare davant del de la mare. En tot cas, el sistema de l'herència del llinatge encara és patriarcal en general. A Portugal, el sistema tradicional és que el cognom de la mare s'anteposa al cognom del pare, tot i que l'herència del llinatge roman patriarcal i no matriarcal.
En tot cas, s'ha de dir que el sistema tradicional dels dos cognoms als Països Catalans, Espanya i Portugal permet a la dona casada que tingui fills d'existir per dues generacions, enlloc de la mitja generació per dones casades en la majoria d'altres sistemes tradicionals, on la dona perd el seu cognom per adoptar el del seu marit i així el seu llinatge propi "desapareix" en la seva vida.
Sovint, la pràctica és utilitzar el nom donat i només el primer cognom, amb el nom complet que s'utilitza en qüestions formals, documentals i legals, o per a la desambiguació quan el primer cognom és molt comú (per exemple, Antoni Soler), però també depèn de l'ús per a gent coneguda - es cristal·litza en una manera típica de referir-s'hi, ja sigui amb un sol cognom o els dos.
En molts països d'Occident, les lleis han canviat per eliminar la tradicional preponderància del patronim i donen la llibertat als pares de triar el cognom dels seus fills. A Bèlgica, per exemple, des del juny 2014 es pot triar el cognom d'un dels pares, o una combinació dels dos amb guionet.

## Fixació, traducció i canvi d'antropònims
Abans del segle xix, no hi havia cap fixació oficial dels antropònims, es seguia les tradicions de cada regió. Moltes persones traduïen nom i cognom, quan migraven. Rogier de la Pasture esdevé Rogier van der Weyden quan migra de Tournai cap a Brussel·les. Cristòfor Colom té un nom diferent en gairebé cada llengua europea. Des de la darreria del segle xviii, per la reforma administrativa de l'administració i la creació d'un registre civil el antropònims es van fixar de manera definitiva. La llei va dificultar el canvi de noms i cognoms, per facilitar el seguiment de la persona.